# ALICE VI
『ALICE VI』（アリス・シックス）は1978年4月にリリースされたアリス6枚目のオリジナル・アルバム。

## 概要
初の2枚組ライブ・アルバム『エンドレス・ロード』を挟んで、前作『ALICE V』から実に1年9か月ぶりとなる6枚目。
ヒット・シングル「冬の稲妻」「涙の誓い」を収録している。
「センチメンタル・ブルース」が「ジョニーの子守唄」のB面としてリカットされている。
10枚目のシングル「さらば青春の時」が8トラック・カートリッジのみに収録されている。
初のオリコンチャートアルバム部門で1位を獲得。
1988年に初CD化され、1993年,1998年,2001年,2006年（紙ジャケット仕様）にもリリースされる。

## 収録曲

### LP盤 / CT盤
| 全作詞: 谷村新司。 |                              |           |           |                  |      |
| #                  | タイトル                     | 作詞      | 作曲      | 編曲             | 時間 |
| 1.                 | 「つむじ風」                 | 谷村新司  | 谷村新司  | 篠原信彦         | 3:45 |
| 2.                 | 「冬の稲妻」                 | 谷村新司  | 堀内孝雄  | 石川鷹彦         | 3:08 |
| 3.                 | 「砂塵の彼方」               | 谷村新司  | 谷村新司  | 青木望           | 3:51 |
| 4.                 | 「センチメンタル・ブルース」 | 谷村新司  | 矢沢透    | 矢沢透、大浜和史 | 3:43 |
| 5.                 | 「五年目の手紙」             | 谷村新司  | 堀内孝雄  | 石川鷹彦         | 3:08 |
| 6.                 | 「血の絆」                   | 谷村新司  | 谷村新司  | 青木望           | 3:54 |
| 合計時間:          | 合計時間:                    | 合計時間: | 合計時間: | 21:29            |      |

| 全作詞: 谷村新司（特記以外）。 |                                |                      |           |          |      |
| #                              | タイトル                       | 作詞                 | 作曲      | 編曲     | 時間 |
| 1.                             | 「涙の誓い」                   | 谷村新司（特記以外） | 谷村新司  | 石川鷹彦 | 3:29 |
| 2.                             | 「街路樹は知っていた」         | 谷村新司（特記以外） | 堀内孝雄  | 石川鷹彦 | 3:24 |
| 3.                             | 「ある日の午後」(作詞: 矢沢透) | 谷村新司（特記以外） | 矢沢透    | 大浜和史 | 3:39 |
| 4.                             | 「何処へ」                     | 谷村新司（特記以外） | 堀内孝雄  | 青木望   | 3:53 |
| 5.                             | 「フィーネ」                   | 谷村新司（特記以外） | 谷村新司  | 青木望   | 5:29 |
| 合計時間:                      | 合計時間:                      | 合計時間:            | 合計時間: | 19:54    |      |

### CD盤
| 全作詞: 谷村新司（特記以外）。 |                                |                      |           |                  |      |
| #                              | タイトル                       | 作詞                 | 作曲      | 編曲             | 時間 |
| 1.                             | 「つむじ風」                   | 谷村新司（特記以外） | 谷村新司  | 篠原信彦         | 3:45 |
| 2.                             | 「冬の稲妻」                   | 谷村新司（特記以外） | 堀内孝雄  | 石川鷹彦         | 3:08 |
| 3.                             | 「砂塵の彼方」                 | 谷村新司（特記以外） | 谷村新司  | 青木望           | 3:51 |
| 4.                             | 「センチメンタル・ブルース」   | 谷村新司（特記以外） | 矢沢透    | 矢沢透、大浜和史 | 3:43 |
| 5.                             | 「五年目の手紙」               | 谷村新司（特記以外） | 堀内孝雄  | 石川鷹彦         | 3:08 |
| 6.                             | 「血の絆」                     | 谷村新司（特記以外） | 谷村新司  | 青木望           | 3:54 |
| 7.                             | 「涙の誓い」                   | 谷村新司（特記以外） | 谷村新司  | 石川鷹彦         | 3:29 |
| 8.                             | 「街路樹は知っていた」         | 谷村新司（特記以外） | 堀内孝雄  | 石川鷹彦         | 3:24 |
| 9.                             | 「ある日の午後」(作詞: 矢沢透) | 谷村新司（特記以外） | 矢沢透    | 大浜和史         | 3:39 |
| 10.                            | 「何処へ」                     | 谷村新司（特記以外） | 堀内孝雄  | 青木望           | 3:53 |
| 11.                            | 「フィーネ」                   | 谷村新司（特記以外） | 谷村新司  | 青木望           | 5:29 |
| 合計時間:                      | 合計時間:                      | 合計時間:            | 合計時間: | 41:23            |      |

### 楽曲解説
「センチメンタル・ブルース」
後に『ジョニーの子守唄』のB面曲としてリカット。
「街路樹は知っていた」
『冬の稲妻』のB面曲。
「何処へ」
シングルバージョンと比べると、新たにドラムの音が加わっている等少々演奏が異なる。